# Justyna Wydrzyńska
Justyna Wydrzyńska (* kolem 1975 Polsko) je polská aktivistka, dula a jedna ze zakladatelek organizace Aborcyjny Dream Team. V roce 2022 se stala první aktivistkou v Evropě soudně čelící přísným polským protipotratovým zákonům.

## Život a aktivismus
Narodila se kolem roku 1975 (k roku 2022 byla uváděna jako 47letá). Nejpozději k roku 2006 žila ve městě Przasnysz na severovýchodě Polska. Stala se povoláním chemičkou a k roku 2018 pracovala ve výrobním závodě v Przasnyszi. Byla zvolena předsedkyní představenstva jednoho z przasnyszských sídlišť. Jako matka tří dětí v roce 2006 prodělala umělé přerušení těhotenství a opustila svého násilnického partnera.
V roce 2006 v Przasnyszi Wydrzyńska založila spolek Kobiety w Sieci („Ženy v síti“) a nadále jej vedla. Dlouhodobě spolupracovala s Federací pro ženy a plánování rodiny (Federacją na rzecz Kobiet i Planowania Rodziny), společností Women Help Women a dalšími organizacemi. V roce 2015, resp. 2016 v Przasnyszi pořádala Černý protest (Czarny Protest) proti zákazu potratů. Ve Federaci pro ženy a plánování rodiny se seznámila s právní specialistkou na reprodukční právo Karolinou Więckiewicz a pedagožkou se zaměřením na sexuální výchovu Natalií Broniarczyk. S nimi a s kulturní antropoložkou žijící v Amsterdamu Kingou Jelińskou založily v říjnu 2016 iniciativu Aborcyjny Dream Team (ADT). V prosinci 2019 byla také u založení iniciativy Potraty bez hranic (Abortion Without Borders). Mimo jiné 1. února 2023 na pozvání Obnovy Evropy vystoupila na půdě Evropského parlamentu, kde referovala o situaci ohledně potratů v Polsku.

### Soudní kauza
Skupina ADT se věnovala poradenství a podpoře žen chtějících podstoupit interrupci v obtížném prostředí polské legislativy, již roku 1997 kriminalizující sice nikoli klientky samotné, nýbrž lékaře poskytující chirurgický zákrok, resp. osoby přímo napomáhající potratu. Klientky ADT byly odkazovány na zahraniční kliniky mimo Polsko, její vlastní činnost (a činnost Wydrzyńské) tak nebyla trestná.
Koncem února 2020 však došlo k případu s klientkou zažívající domácí násilí ve 12. týdnu nechtěného těhotenství, jíž manžel znemožnil odcestovat na zákrok do Německa. Z obav, že by případná zásilka medikamentů ze zahraničí nemusela být kvůli omezením souvisejícím s pandemií covidu-19 dost včasná, Wydrzyńska klientce zaslala léky z vlastní zásoby. Klientčin manžel však zásilku objevil a nahlásil policii, ona pak samovolně potratila. O 16 měsíců později, 1. června 2021, policie při domovní prohlídce u Wydrzyńské zabavila její vlastní léky a počítače a telefony její i jejích dětí.

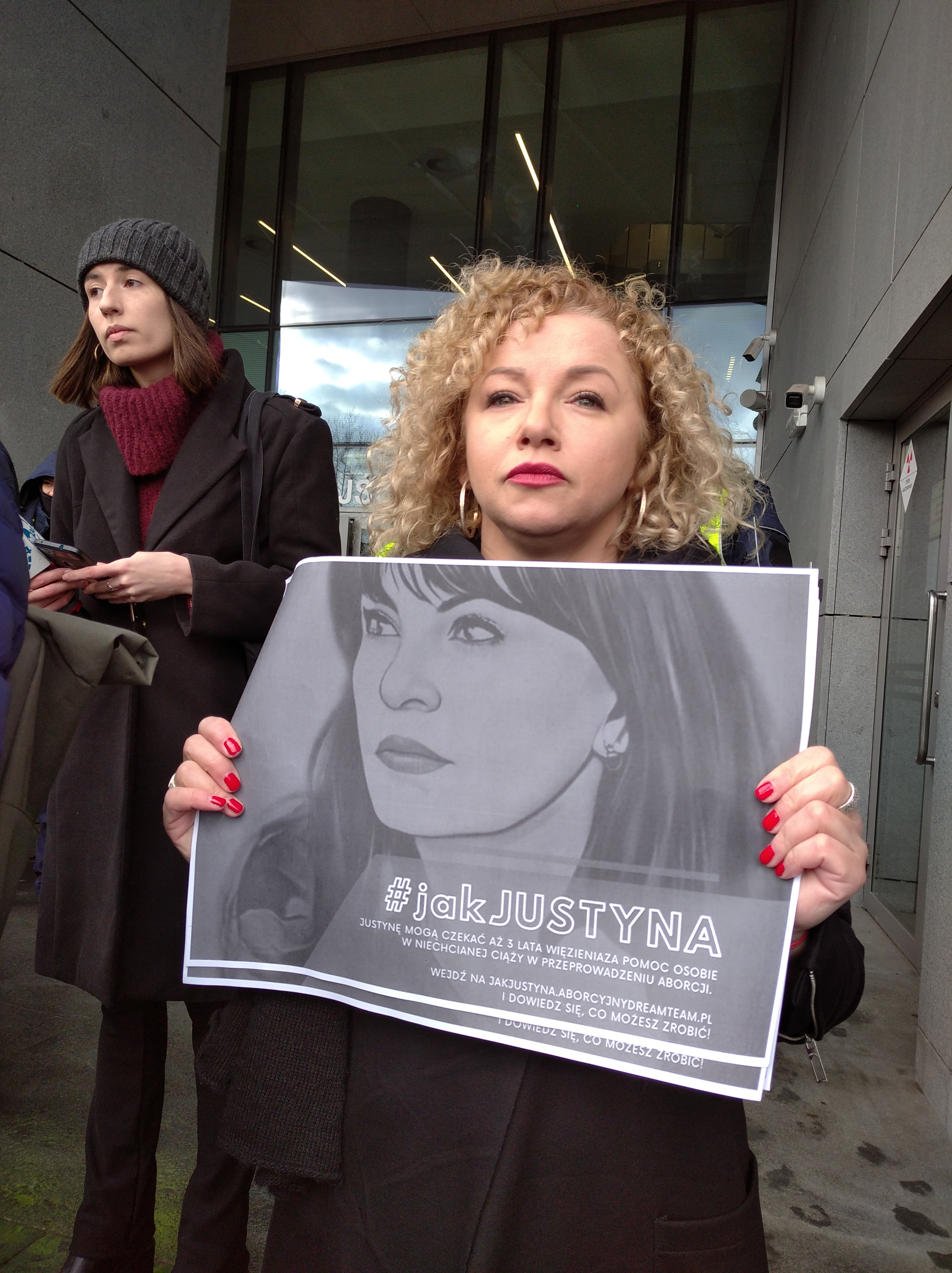
Poslankyně Katarzyna Kotula drží podobiznu Justyny Wydryńské s nápisem #jakjustyna před Okresním soudem Varšava-Praga 8. dubna 2022.

Dne 22. listopadu 2021 podal státní zástupce na Wydrzyńskou žalobu. Dne 8. dubna 2022 stanula poprvé před soudem jako první pro-choice aktivistka v Polsku čelící obvinění z nezákonného napomáhání potratu (dle článku 152 odst. 2 polského trestního zákona), kvůli čemuž mohla obdržet trest v rozpětí od podmínky až po 3 roky odnětí svobody. Další soudní stání následovalo 14. července a 13. října 2022, svědkové se však nedostavovali. Při čtvrtém stání 11. ledna 2023 byl neveřejně vyslechnut tehdy už bývalý partner klientky.
K procesu byl soudem připuštěn ultrakonzervativní spolek Ordo Iuris jakožto strana zastupující zájmy nenarozeného dítěte, ten navrhoval trest ročního vězení, podle obhajoby však vůbec neměl právo požadovat výši trestu. Klientka, vypovídající při stání 6. února 2023, děkovala Wydrzyńské, že jí pomohla v situaci, kdy jiné osoby a instituce podle ní jen lhostejně přihlížely. Při šestém soudním stání 14. března 2023 varšavský soud nepravomocně odsoudil Wydrzyńskou k 8 měsícům veřejně prospěšných prací. Odůvodnění rozsudku soud nezveřejnil. Místní média uvedla, že se proti rozsudku hodlá odvolat.
Wydrzyńska soudní proces ještě před jeho začátkem komentovala: „Naše zákony jsou špatné. Na snaze pomoci druhému člověku v krizovém okamžiku jeho života naopak nic špatného není. Vím, že ona toho nelituje, a proto si myslím, že i já jsem postupovala správně.“ Organizace ADT v průběhu procesu spustila kampaň na sociálních sítích s označením #jakjustyna (či anglicky #iamjustyna). Získala také podporu Mezinárodní federace gynekologie a porodnictví (FIGO) a 90 členů a členek Evropského parlamentu požadujících po polských úřadech, aby stáhla obvinění. Případ kritizovala také organizace Amnesty International a žádala polské úřady, aby dekriminalizovaly přístup k interrupcím. Pod výzvu směřovanou polskému ministru spravedlnosti a generálnímu prokurátorovi Zbigniewu Ziobrovi se v době vynesení rozsudku podepsalo více než 150 000 osob.